# Liste der Nummer-eins-Hits in Frankreich (1958)
Diese Liste enthält alle Nummer-eins-Hits in Frankreich im Jahr 1958. Es gab in diesem Jahr fünf Nummer-eins-Singles.
| - The Platters – Only You (And You Alone) - 13 Wochen (15. November 1957 – 14. Februar 1958) - Francis Lemarque – Marjolaine - 2 Wochen (15. Februar – 29. Februar) - Dalida – Gondolier - 2 Wochen (1. März – 14. März) - Annie Cordy – Hello, le soleil brille - 26 Wochen (15. März – 12. September) - Kalin Twins – When - 18 Wochen (13. September 1958 – 17. Januar 1959) |